# Estação Cuire
Cuire é uma das estações terminais da Linha C do Metrô de Lyon . A linha utiliza o sistema de cremalheira.